# Аит-Эль-Хадж, Ануар
Ануа́р Аи́т Эль-Хадж (фр. Anouar Ait El Hadj; род. 20 апреля 2002, Моленбек) — бельгийский футболист марокканского происхождения, полузащитник клуба «Юнион».

## Клубная карьера
Эль-Хаджи — воспитанник клуба «Андерлехт». 28 июля 2019 года в матче против «Остенде» он дебютировал в Жюпиле лиге, в возрасте 17 лет.

## Международная карьера
В 2019 году в составе юношеской сборной Бельгии Эль-Хаджи принял участие в юношеском чемпионате Европы в Ирландии. На турнире он сыграл в матчах против команд Ирландии, Чехии, Греции, Нидерландов и Венгрии.

## Достижения
«Юнион»
- Чемпион Бельгии: 2024/25